# Lampje (stripfiguur)
Lampje, in het Engels Little Helper, is een bijfiguur uit sommige stripverhalen rond Duckstad waarin ook de uitvinder Willie Wortel meedoet. Lampje fungeert als een soort vaste assistent van Willie Wortel. Zijn hoofd is een gloeilamp en hij heeft een van ijzer gemaakt lichaam. 
Hoewel Lampje niet kan praten, is hij intelligent en heeft een eigen wil.  Hij communiceert doorgaans door te gebaren, te zoemen en soms door op te lichten. Hij is in staat om te denken en te schrijven. Hij kan zodoende worden beschouwd als een fictief voorbeeld van kunstmatige intelligentie en robots.

## Achtergrond
Lampje is oorspronkelijk bedacht door Carl Barks en kwam voor het eerst voor in The Cat Box, een verhaal uit 1956. Hij duikt ook een enkele keer op in de serie Ducktales. De geluiden van Lampje worden gemaakt door Frank Welker.
In de eerste verhalen waarin Lampje een rol speelde, was hij vooral op de achtergrond aanwezig waar hij voor allerlei grappige scènes zorgde. De acties en reacties van Lampje op Willie en Willies omgeving lopen af en toe als een parallel verhaal naast het hoofdverhaal. Later kreeg Lampje een wat grotere rol toebedeeld. Niet zelden heeft Lampje Willie gered uit benarde situaties die het resultaat waren van diens uitvindingen.
In het verhaal Willies eerste uitvinding van Keno Don Rosa (2005) wordt onthuld hoe Lampje is ontstaan. Lampje was oorspronkelijk een gewone lamp van Donald Duck. Toen de lamp kapot was, moest Donald naar Willie voor de reparatie. Door een onhandigheid van Donald kreeg Willie een klap van de lamp. Daardoor kwam Willie in zijn uitvinding 'Denkdoos' terecht. De lamp werd door Denkdoos verbonden. De lamp was geboren en had nog geen armen of voeten. Willie heeft de lamp daarop tot mensachtige lamp omgebouwd. Lampje werd Willies grote inspirator.

## In andere talen
- Deens: Lille Hjælper
- Duits: Helferlein
- Engels: The Helper of Little Helper
- Fins: Pikku Apulainen
- Frans: Filament
- Italiaans: Edi (naar Thomas Edison, de uitvinder van de gloeilamp)
- Noors: Lille Hjelper
- Pools: Wolframik
- Portugees: Lampadinha
- Zweeds: Medhjälparen
- Nedersaksisch: Laampie(n)